# Gaeumannomyces avenae
Gaeumannomyces avenae (E.M. Turner) Hern.-Restr. & Crous – gatunek grzybów workowych z klasy Sordariomycetes. Wywołuje zgorzel podstawy źdźbła.

## Systematyka
Pozycja w klasyfikacji według Index Fungorum: Gaeumannomyces, Magnaporthaceae, Magnaporthales, Diaporthomycetidae, Sordariomycetes, Pezizomycotina, Ascomycota, Fungi.
Po raz pierwszy takson ten opisany został w 1941 r. przez Elizabeth M. Turner jako Ophiobolus graminis var. avenae. W 1960 r. Richard William George Dennis przeniósł go do rodzaju Gaeumannomyces jako Gaeumannomyces graminis var. tritici. Do rangi odrębnego gatunku podnieśli go Margarita Hernández-Restrepo i Pedro Willem Crous w 2016 r.

## Charakterystyka
Gaeumannomyces avenae to homotaliczny grzyb mikroskopijny. Zimuje w postaci grzybni w glebie na resztkach roślin. Może tak przetrwać kilka lat aż do czasu ich mineralizacji. Grzybnia ta jest głównym źródłem choroby. Rozrastając się atakuje nowe rośliny przez włośniki i korzenie. Po wrośnięciu do wnętrza korzenia grzybnia rozrasta się wewnątrz jego tkanek w górę pędu. Poprzez wiązki przewodzące może dotrzeć aż do górnych międzywęźli. Krótko przed zbiorami zbóż grzybnia wytwarza płciowe owocniki – perytecja. Mają rozmiar 300–500 × 250–400 µm. Worki o wymiarach 115–145 × 1216 µm w stanie dojrzałym, czasami dłuższe. Askospory szkliste do lekko żółtawych, zwykle lekko zakrzywione, z kilkoma przegrodami, nitkowate o długości (85–) 100–125 (–130) µm i szerokości 2,5–3,5 µm. Zdarzają się pojedyncze zarodniki znacznie dłuższe. Hyfopodia bez klap.
G. avenae jest jednym z trzech patogenów wywołujących zgorzel podstawy źdźbła. Pozostałe dwa gatunki wywołujące tę chorobę to Gaeumannomyces tritici i Gaeumannomyces graminis. Odróżniają się morfologicznie budową askospor i hyfopodiów, oraz fizjologicznie patogennością, biochemią, gatunkami żywicieli. G. avenae jest wśród nich jedynym gatunkiem, który poraża owies, Poraża także inne zboża i wiele gatunków traw.